# Tin Cup
Tin Cup è un film statunitense del 1996 diretto dal regista Ron Shelton e prodotto dalla Warner Bros., con Kevin Costner, Rene Russo e Don Johnson. È un film sul gioco del golf, che incassò 53 milioni di dollari negli USA, a fronte di un costo di produzione di 45 milioni.

## Trama
Roy McAvoy, soprannominato "Tin Cup", è un ex giocatore di golf, che per guadagnarsi da vivere dà lezioni in un club in una sperduta cittadina del Texas. La carriera da golfista avrebbe potuto essere notevole, ma così non è stato a causa del suo carattere impulsivo. I suoi amici gli sono rimasti vicino, primo fra tutti il suo caddie Romeo. Tra gli allievi di Roy c'è anche Molly Griswold, psicologa e fidanzata col suo rivale di sempre, David Simms, campione di golf di fama mondiale. Roy si innamora di lei, e per conquistarla decide di cercare di vincere l'US Open: comincia quindi il lungo iter delle qualificazioni.
Tin Cup riesce a qualificarsi per l'Open, ma il suo inizio di torneo è pessimo. In compenso Molly scopre la natura arrogante di David, e decide quindi di mollarlo per stare accanto a Roy. Nelle giornate successive Roy recupera il distacco in classifica ed arriva all'ultima buca del torneo con la possibilità di vincerlo, ma ancora una volta il suo carattere lo porta a cercare di realizzare un colpo impossibile. Roy lo fallisce varie volte, compromettendo la sua classifica, ma all'ultimo tentativo manda la palla in buca da grande distanza. Il torneo è perduto, ma Molly gli fa capire che "tra cinque anni nessuno si ricorderà di questo US Open, mentre tutti continueranno a parlare di quel meraviglioso colpo finito diritto in buca, così guadagnerà una grande popolarità. 
Alla fine Roy e Molly vanno via insieme. David, che abborda una sua fan, non sembra molto turbato dalla cosa.